# Zamek Królewski w Kaliszu
Zamek Królewski w Kaliszu – gotycki zamek w Kaliszu, wzniesiony w trzeciej ćwierci XIII w. przez Bolesława Pobożnego na Nowym Mieście, czteroskrzydłowy, na planie zbliżonym do kwadratu, warowny, otoczony fosą; spłonął w 1537, odbudowany, spłonął ponownie w 1792, rozebrany w latach 1803–1804; największy zamek w Wielkopolsce.

## Historia
Pierwsze zabudowania drewniane pełniące funkcje siedziby władcy Bolesława Pobożnego wzniesiono na wyspie między odnogami rzeki Prosny ok. roku 1253. W XIV wieku z inicjatywy Kazimierza III Wielkiego niedaleko dawnej Bramy Toruńskiej powstał murowany zamek, który był jednym z szeregu zamków wybudowanych przez tego władcę. O fakcie wybudowania go wspomina Jan Długosz. Według opisu sporządzonego w 1564 roku kaliski zamek był budowlą czteroskrzydłową zbudowaną na planie czworoboku z dziedzińcami pośrodku. Główne czterokondygnacyjne skrzydło znajdowało się w linii murów miejskich, po przeciwnej stronie od wjazdu. Na zamek prowadziła brama wjazdowa z mostem zwodzonym, która znajdowała się od strony miasta w skrzydle północnym. Główny dom mieszkalny miał cztery kondygnacje, pozostałe zabudowania trzy. W latach 1402–1423 wielokrotnie na zamku przebywał król Władysław II Jagiełło. W 1537 roku spłonęło skrzydło zachodnie, które już prawdopodobnie nie zostało odbudowane w dawnej formie. Za zamkiem od strony zachodniej znajdował się gospodarczy przygródek do którego prowadziła boczna furta.
W XVI wieku zamek stanowił rezydencję wielkopolskich dygnitarzy: starosty generalnego, kaliskiego wojewody, burgrabiego, a okresowo także dla polskich królów. W 1792 zamek popadł w ruinę podczas pożaru Kalisza. W 1803 roku wypalone ruiny zamku wraz z przylegającym placem zostały oddane w posiadanie Fryderykowi Wiedermanowi. Tenże przekazał je chirurgowi Ernestowi Fryderykowi Leonhardowi, który w 1804 roku sprzedał ruiny zamku winiarzowi Jerzemu Myszkiewiczowi, a następnie pozostałości zamku rozebrano na budulec. W 1819 roku na jego miejscu zbudowano szkołę. Obecnie jedyną pozostałością zamku są odkryte przez archeologów fundamenty na terenie I Liceum Ogólnokształcącego im. Adama Asnyka przy zbiegu ulic Grodzkiej, Zamkowej oraz placu Jana Pawła II w centrum miasta. Na przełomie 2024 i 2025 roku ruiny przeszły renowację, dzięki którym są lepiej wyeksponowane. Ponadto w pobliżu stanęła makieta zamku oraz tablice informacyjne o dawnych fortyfikacjach. 